# Yeoryía Koklóni
Yeoryía Koklóni (souvent Georgia) (grec moderne : Γεωργία Κοκλώνη) (née le 7 mai 1981 à Athènes) est une athlète grecque, spécialiste du sprint. Elle mesure 1,65 m pour 55 kg.
Bien que son prénom officiel soit Yeoryia, elle se fait appeler « Gogó ». Elle n'a jamais couru une distance supérieure à 100 m (source IAAF).

## Carrière
Son meilleur temps est de 11 s 29 à Göteborg en 2006, lors des championnats d'Europe (demi-finaliste) et elle a remporté la médaille d'or aux Jeux méditerranéens 2009 à Pescara.

## Palmarès
| Date | Compétition              | Lieu    | Résultat | Épreuve   | Temps   |
| ---- | ------------------------ | ------- | -------- | --------- | ------- |
| 2009 | Jeux méditerranéens      | Pescara | 1re      | 100 m     | 11 s 41 |
| 2009 | Jeux méditerranéens      | Pescara | 3e       | 4 x 100 m | 45 s 45 |
| 2014 | Championnats des Balkans | Pitești | 1re      | 4 x 100 m | 44 s 76 |
| 2016 | Championnats des Balkans | Pitești | 1re      | 4 x 100 m | 44 s 51 |